# Bryum filinerve
Bryum filinerve là một loài rêu trong họ Bryaceae. Loài này được Mitt. mô tả khoa học đầu tiên năm 1869.